# Liên minh Công lý
Liên minh Công lý (tựa tiếng Anh: Justice League) là bộ phim siêu anh hùng của hãng Warner Bros., được Zack Snyder đạo diễn và dựa theo các nhân vật nổi tiếng cùng tên của hãng truyện tranh DC Comics. Ban đầu tên gốc của phim được đặt là Unite The League (tựa tiếng Việt: Hợp nhất Liên minh) theo nội dung kịch bản vì đạo diễn muốn chia nội dung phim ra thành ba phần phim liên tiếp của riêng mình, về sau hãng Warner Bros. không đồng tình với ý kiến này nên bộ phim bị sửa lại với một cái tên theo kế hoạch đã công bố trước đó là Justice League nằm trong việc thiết lập cho vũ trụ phim của DC với tên gọi DC Extended Universe. Đây là phim thứ ba của Zack Snyder sau Người đàn ông thép và Batman đại chiến Superman: Ánh sáng công lý. Bộ phim được bấm máy vào ngày 11 tháng 4 năm 2016 và hoàn thành công đoạn xem trước khi đến đoạn biên tập phim vào ngày 17/2/2018.
Trong quá trình thực hiện bộ phim, do đạo diễn Zack Snyder có xung đột với nhà sản xuất phim nên sau khi bộ phim được hoàn thành xong phần thô của bản xem trước thì phim đã bị Warner Bros. đem ra " reshoot: bấm máy lại " với sự giúp đỡ của đạo diễn của "The Avengers" là Joss Whedon. Kết quả cả bộ phim đã bị sửa gần như 80% trước khi ra rạp vào tháng 11/2017. Kết quả tựa " Release the Snyder Cut " trở thành từ khóa nổi tiếng nhất trên mạng trong việc yêu cầu Warner Bros. đưa ra bộ phim gốc.

## Nội dung phim
Sau khi Superman hi sinh, hình ảnh của anh chỉ còn trong tâm trí của mọi người. Thời gian này ở Gotham bắt đầu xảy ra những vụ bắt cóc bởi một con quỷ biết bay tên Parademon, để điều tra việc này Batman đã bắt một tên tội phạm để nhử kẻ bắt cóc xuất hiện. Batman đối mặt với một con Parademon và sau khi nó chết đã để lại một biểu tượng về một thứ được gọi là Mother Box trên tường khi anh găm nó lên đó. Bruce Wayne sau đó bàn với Alfred Pennyworth về sự xuất hiện của Parademon, họ thấy có liên quan đến truyền thuyết cổ xưa nên đã liên hệ Diana Prince để biết thêm thông tin, thời gian này cô thường chiến đấu với bọn tội phạm có tư tưởng chống lại người ngoài hành tinh.
Ở hòn đảo Themyscira, Nữ hoàng Hippolyta cho binh lính đến một địa điểm bí mật để kiểm tra hộp Mother Box cổ xưa xem có gì xảy ra không. Trong lúc quan sát hộp Mother Box thì nó chợt rung lên và mở ra cánh cổng thần kỳ, từ trong cánh cổng đó một Tân Thần ác độc nhảy xuống trước sự bất ngờ của tộc người Amazon. Ác quỷ đó là Steppenwolf, hắn cho biết hắn quay lại Trái Đất để hoàn tất việc thu hồi ba hộp Mother Box năm xưa theo lệnh của Darkseid. Hippolyta ra lệnh tấn công Steppenwolf, nhưng do hắn quá mạnh và bọn Parademon của hắn từ trong cánh cổng ùa ra rất nhiều nên đã quét sạch binh lính Amazon trong chớp mắt. Hippolyta lập tức ôm hộp Mother Box bỏ chạy để chờ quân tiếp viện, nhưng Steppenwolf đã đuổi kịp bà, đánh bại bà rồi cướp hộp Mother Box mang đi trước khi quân tiếp viện kéo đến. Hippolyta cho bắn mũi tên có đốt lửa vào một ngôi đền Amazon cách xa Themyscira nhằm báo hiệu cho con gái bà Diana biết rằng một cuộc xâm lược sắp xảy ra. Sau khi hình ảnh ngọn lửa cháy trong ngôi đền được phát trên truyền hình, Diana nhận ra rằng thế giới sắp phải đối mặt với một tình huống xấu.
Bruce tìm đến Barry Allen để mời anh ta gia nhập nhóm. Barry nhận lời vì anh cảm thấy khá cô đơn sau việc bố anh bị tống vào tù vì tội giết vợ. Khi Diana gặp Bruce, cô đã tìm hiểu thân thế của Victor Stone và muốn mời anh ta gia nhập nhóm, nhưng Victor lúc này đang chán nản sau khi nhận thấy cơ thể máy móc của anh tiến hóa liên tục sau một vụ tai nạn banh xác nên anh từ chối, kế hoạch của Diana thất bại. Bruce tiếp tục đi tìm Arthur Curry, được biết đến với biệt danh Aquaman, để hỏi về những biểu tượng Mother Box có xuất hiện trong làng của anh ta, đồng thời mời anh ta gia nhập nhóm nhưng anh ta cũng từ chối. Trước khi ra về, Bruce cảnh báo Arthur rằng sắp tới có thể sẽ có kẻ tấn công Atlantis để cướp hộp Mother Box thứ hai. Sau đó Bruce về nhà, anh nghe Diana kể về lịch sử của Mother Box và Steppenwolf:
Từ thời xa xưa, một tướng lĩnh của Darkseid thuộc thế giới Apokolips là Steppenwolf, Kẻ hủy diệt các thế giới, đã trở thành nỗi kinh hoàng của Trái Đất xinh đẹp. Bằng quyền năng và sức mạnh vượt trội, Steppenwolf đã biến các giống loài trở thành những tay sai Parademon khát máu trong kế hoạch chinh phạt của mình. Hắn đặt ba hộp Mother Box xuống Trái Đất để hợp nhất chúng rồi tạo ra một thế giới Apokolips thứ hai. Đã có rất nhiều người hi sinh trong cuộc chiến chống Steppenwolf nhưng mọi người vẫn cố gắng đấu tranh. Cho đến một ngày, liên minh tất cả tộc người như Amazon, Atlantis, Green Lantern và các vị thần tối cao của Olympian như Zeus cùng con người hợp sức lại đã đánh bại Steppenwolf và đuổi hắn ra khỏi Trái Đất. Ba hộp Mother Box được chia ra cho tộc người Amazon, Atlantis và con người giữ do chúng mang nhiều quyền năng có thể khai thác và không dễ bị phá hủy.
Do Steppenwolf đã lấy được một hộp Mother Box từ tộc người Amazon nên Bruce cảnh báo Arthur về việc Steppenwolf có thể sẽ đến Atlantis lấy hộp Mother Box thứ hai. Ban đầu Arthur bỏ ngoài tai lời của Bruce nhưng khi có một tàu đánh cá bị đánh chìm, anh nhận ra máu của bọn Parademon xuất hiện ở gần Atlantis nên anh lập tức đến nơi cất giấu hộp Mother Box được canh giữ bởi một người bạn là Công chúa thủy tề Mera mà anh quen gần đây. Tuy nhiên Arthur đã đến quá muộn, Steppenwolf đã đến trước anh và sử dụng sức mạnh vượt trội đánh bại những người lính của Atlantis và cướp hộp Mother Box. Không biết cần phải làm gì tiếp theo, Arthur nhờ Mera cho lời khuyên.
Trong thời gian này, chiếc hộp Mother Box thứ ba được bố của Victor nghiên cứu tại S.T.A.R. Labs, ông muốn hồi phục sự sống cho Victor, nhưng bọn Parademon đã tìm ra ông và bắt cóc ông mang về giao cho Steppenwolf. Lúc này Diana, Victor và Barry gia nhập liên minh của Batman để ngăn chặn tội ác của Steppenwolf. Do những vụ bắt cóc đều liên quan đến Parademon nên Ủy viên cảnh sát James Gordon phải gọi Batman đến để hỏi cho rõ. Sau khi biết được Steppenwolf là chủ mưu, Gordon lo lắng và cho Batman biết vị trí đội quân của Steppenwolf có thể ẩn náu là dưới đường cống ngầm của Gotham do chúng phải có cách di chuyển mà không bị người khác nhìn thấy.
Khi cả nhóm xuống cống ngầm, họ thấy Steppenwolf đang tra khảo các con tin. Cyborg thấy bố mình sắp bị giết thì lập tức kích hoạt vũ khí trên cánh tay máy tấn công Steppenwolf và đám tay sai. Một cuộc chiến dữ dội diễn ra, Steppenwolf đánh tay đôi với Wonder Woman và hạ gục cô rất nhanh, Batman lao vào ứng cứu trên chiếc xe bọc thép Nightcrawler, nhưng Steppenwolf tấn công chiếc Nightcrawler khiến nó bị hỏng nặng và rơi xuống đáy. Khi thấy nhóm của Batman bắt đầu yếu thế, Steppenwolf ra lệnh cho bọn Parademon bay ra xử lý họ. Cyborg từ trên cao lao xuống kết nối với chiếc Nightcrawler và bắn tên lửa về phía Steppenwolf. Steppenwolf bắt được quả tên lửa và thả nó vào gờ tường khiến cả cống ngầm bị nước tràn vào, Aquaman lúc này xuất hiện lao vào chặn dòng nước giúp nhóm của Batman không bị cuốn trôi. Steppenwolf mở cổng thần kỳ tẩu thoát.
Thua trận trở về, Bruce nảy ra ý tưởng cho Victor kích hoạt hộp Mother Box thứ ba để hồi sinh Superman. Ban đầu Victor không đồng ý nhưng cả nhóm đang cần sự giúp đỡ của một người có sức mạnh kinh khủng như Superman. Tối hôm đó Victor và Barry đến Metropolis đào xác Superman lên và đem vào trong con tàu vũ trụ của người Krypton trước kia từng tạo ra quái vật Doomsday. Quá trình hồi sinh Superman thành công, nhưng anh ta không nhận thức được đâu là bạn, đâu là thù nên tấn công cả nhóm do Victor lỡ tay tấn công trước. Cả nhóm đánh nhau một lúc thì Batman bảo Alfred đưa Lois Lane đến nhằm cảm hóa Superman khi anh ta đang hóa điên. Superman nhận ra Lois và ôm cô bay đi, trong khi cả nhóm quên mất là hộp Mother Box thứ ba đã bị văng ra xa và chẳng ai canh giữ nên Steppenwolf đã đến và lấy nó đi dễ như ăn kẹo. Thời gian này Lois giúp Superman hồi phục trí nhớ để anh có thể tiếp tục làm siêu anh hùng như xưa, anh còn được hội ngộ người mẹ nuôi Martha Kent.
Bruce tận dụng sự kết nối của Victor với hộp Mother Box (do cơ thể của Victor được hộp Mother Box tạo ra nên ít nhiều cũng có mối liên quan qua lại) để tìm vị trí hiện tại của Steppenwolf, kết quả cho thấy hắn đang đóng quân tại một thị trấn gần khu vực Chernobyl thuộc nước Nga. Điều này được Victor phát hiện khi Steppenwolf cho hợp nhất cả ba hộp Mother Box. Cả nhóm lên chiếc máy bay Flying Fox đến nước Nga, khi đến nơi Batman lái chiếc xe Batmobile lao vào phá bức tường bảo vệ với mục đích mở đường cho những người còn lại có thể xông vào ngăn chặn Steppenwolf. Cả nhóm cùng nhau chiến đấu và vượt qua bọn Parademon cản đường để vào trong đối đầu với Steppenwolf.
Sau khi Steppenwolf lấy được ba hộp Mother Box, hắn hợp nhất chúng lại và thu hút sức mạnh từ chúng. Khi nhóm của Batman đến, Steppenwolf đã có đủ sức mạnh để đối đầu với họ. Aquaman và Wonder Woman tấn công Steppenwolf, còn Batman và Flash tiêu diệt bọn Parademon, trong khi Cyborg tách ba hộp Mother Box ra. Steppenwolf nhanh chóng đánh bại Aquaman và Wonder Woman, không những thế hắn còn tóm được Cyborg và xé anh ra thành hai mảnh. Trong lúc cả nhóm gần như tuyệt vọng thì Superman xuất hiện kịp thời, với sức mạnh tuyệt vời, Superman nhanh chóng hạ gục Steppenwolf và giúp Cyborg tách ba hộp Mother Box ra, chấm dứt sự hủy diệt.
Steppenwolf tỉnh lại tấn công cả nhóm lần nữa nhưng Superman đã thổi hơi đóng băng cây rìu của hắn, Wonder Woman lao đến chém vỡ cây rìu, Superman sau đó nói rằng Steppenwolf bắt đầu cảm thấy sợ để kích động bọn Parademon. Bọn Parademon nhận ra Steppenwolf đã mất dũng khí nên lao vào tấn công chính chủ nhân của chúng và kéo hắn bay lên cổng thần kỳ và biến mất, kết thúc ngày tháng huy hoàng của Steppenwolf từ đây.
Sau chiến thắng, tất cả siêu anh hùng trở về với cuộc sống riêng của họ. Bruce mua lại căn nhà ở Smallville cho Clark Kent xem như trả ơn anh. Victor nâng cấp bộ áo giáp máy với chữ C (tức Cyborg) trước ngực. Barry trở thành một siêu anh hùng thầm lặng có tài chạy nhanh nhất thế giới sau khi được Bruce giúp cho có công việc trong sở cảnh sát. Arthur quay lại Atlantis, báo hiệu cuộc đấu tranh ngôi vương của anh sắp bắt đầu. Wonder Woman tiếp tục truy bắt bọn tội phạm ở Luân Đôn. Clark quay lại làm nhà báo của tòa soạn Daily Planet và tiếp tục chiến đấu mang đến hi vọng cho mọi người qua hình tượng Superman. Vài ngày sau tại dinh thự Wayne bị bỏ hoang, Diana và Bruce đến xem xét và muốn đặt một cái bàn sáu người ngồi cho liên minh của họ (Liên minh Công lý). Diana còn đề nghị Bruce rằng họ sẽ cần nhiều ghế hơn nữa (ám chỉ sẽ đến ngày của Justice League Unlimited khi các thành viên ngày càng đông).
Phần cảnh hậu danh đề:
1. Flash hẹn gặp Superman tại một con đường nông thôn, cả hai có một cuộc đua đến bờ biển để xem ai nhanh hơn. Đây là chi tiết dựa theo bộ truyện tranh Superman vs Flash Special được phát hành vào năm 1976.
2. Tại nhà tù giam giữ Lex Luthor, người lính gác đi kiểm tra và nghe tiếng cười man dại trong buồng giam của Luthor. Khi anh ta đến gần thì phát hiện Luthor đã không còn trong buồng giam, thay vào đó là một tù nhân khác. Lúc này trên một con tàu, Luthor đang chờ đợi một vị khách mà hắn hẹn gặp, đó là Deathstroke, gã lính đánh thuê kiêm sát thủ nổi tiếng, vì Luthor đang lên kế hoạch thành lập một liên minh riêng (có thể là Legion of Doom hoặc Injustice League).

## Nội dung gốc
Vào ngày 25/3/2019, mạng Vero cho tổ chức buổi giao lưu với đạo diễn Zack Snyder với fan hâm mộ để giải đáp tất cả những gì có trong bản Justice League đã bị WB cho reshoot lại toàn bộ. Trong buổi giao lưu này đạo diễn đã cho biết toàn bộ nội dung gốc theo kế hoạch đi kèm những bức hình chi tiết sau đó vài ngày để fan hâm mộ rõ rằng hơn về phiên bản mà ông đã mất công thực hiện ngay sau Batman v Superman. Theo nội dung người đọc có thể hình dung ra kịch bản gốc như sau:
Rất lâu về trước, bí mật về Anti-Life Entity một thực thể quyền năng có từ thời các Tân Thần trở thành một cuộc truy lùng càn quyét khắp toàn vũ trụ bởi hoàng tử Uxas người Apokalips. Trớ trêu thay, thứ mạnh mẽ như vậy lại nằm trong đầu óc của người Trái Đất nhỏ bé, khiến cho Uxas và đồng bọn phải kìm hãm, chia nhỏ sức mạnh của nó ra trong một cuộc chiến xâm lược kéo dài bất tận. Tiếc thay, khi gần như nắm được nguồn sức mạnh trong tay qua việc khai thác Anti-Life Entity tại Trái Đất. Uxas lại gặp phải những kẻ đối địch lại mình là những liên minh như người Trái Đất, người Amazon, hội Lồng Đèn Xanh và các Cựu Thần. Và trong cuộc chiến cuối cùng, Steppenwolf một tướng của Uxas đã phạm sai lầm khiến cho việc khai thác Anti-Life Entity thất bại. Do mất công đem quân đi xâm lược lại bị bại trận trở về vì một lý do ngớ ngẩn, Uxas lập tức cho lưu đày Steppenwolf và chờ ngày quay trở lại Trái Đất khi có cơ hội nhằm khai thác nốt Anti-Life Entity. Trong thời gian này Uxas chính thức lên ngôi vua lãnh đạo người Apokalips, hắn lấy mật danh hoàng đế Darkseid.

## Diễn viên

#### Thành viên của Justice League
- Ben Affleck vai Bruce Wayne / Batman
- Henry Cavill vai Clark Kent / Superman
- Gal Gadot vai Diana Prince / Wonder Woman
- Ezra Miller vai Barry Allen / Flash
- Jason Momoa vai Arthur Curry / Aquaman
- Ray Fisher vai Victor Stone / Cyborg

#### Diễn viên phụ
- Amy Adams vai Lois Lane
- Diane Lane vai Martha Kent
- Joe Morton vai Silas Stone
- Jesse Eisenberg vai Lex Luthor
- Jeremy Irons vai Alfred Pennyworth
- J. K. Simmons vai James Gordon

#### Diễn viên đặc biệt
- Joe Manganiello vai Deathstroke

#### Thành viên người Amazon
- Connie Nielsen vai Hippolyta

#### Thành viên của hội Green Lantern
- Yalan Gur

#### Thành viên người Atlantis
- Amber Heard vai Mera
- Willem Dafoe vai Nuidis Vulko[4] - [Đã bị cắt khỏi bộ phim gốc]
- Kristofer Hivju vai Vua Atlantis thời cổ đại

#### Thành viên của Apokolips
- Ciarán Hinds vai Steppenwolf
- Ray Porter vai Darkseid - [Đã bị cắt đi khỏi bộ phim gốc]
- Parademon
- Desaad - [Đã bị cắt khỏi bộ phim gốc]

#### Các vị thần của Olympian
- Sergi Constance vai Zeus
- David Thewlis vai Ares

## Thông tin về phim

#### Phát triển bộ phim
Trong năm 2007, đó là trước khi đạo diễn George Miller bắt tay vào làm phim Mad Max: Fury Road (phần thứ tư của series phim Max Mad) một trong những bộ phim hay nhất năm 2015 với 3 giải Ocars, ông lúc đó đã có ý định đưa dự án phim bom tấn chuyển thể từ comics của DC là Justice League: Mortal lên màn ảnh rộng. Không chỉ được lên kịch bản bởi 2 vợ chồng Michele và Kieran Mulroney, việc tuyển chọn diễn viên cũng được tiến hành và khi quá trình tiền sản xuất bắt đầu thì mọi chuyện lại đổ vỡ vào năm 2008, đó là lần đầu tiên cái tên phim Justice League được nhắc đến.
Kịch bản của Justice League: Mortal ban đầu được chuyển thể từ một vài bộ truyện Justice League khác nhau, bao gồm cả Tower of Babel. Trong đó, Batman đã tạo ra một vệ tinh gọi là Brother Eye để theo dõi các thành viên khác của nhóm Justice League, lý do chủ yếu là vì anh ta muốn đề phòng các siêu anh hùng này lạm dụng sức mạnh của họ để làm điều ác. Sau đó, các vệ tinh bị hack bởi Max Lord và hắn ta đã sử dụng nó cho mục đích đen tối của mình. Max Lord tạo ra một binh đoàn robot gọi là OMACs. Cuối cùng, Batman đã vặn cổ Max Lord và Flash bị biến thành một OMAC. Flash chiến đấu với các thành viên khác của Justice League, trước khi anh quyết định hy sinh bản thân mình. Đoạn cuối của kịch bản này gần như được sao chép từ bộ truyện Crisis on Infinite Earths.
Sau một thời gian dài thì toàn bộ kịch bản của phim Justice League: Mortal cũng đã bị tung lên mạng hồi năm 2013 và có vẻ như nó không được tốt cho lắm bởi nhiều đánh giá tiêu cực. Nhiều fan hâm mộ đồng ý rằng nó đã cố gắng thiết lập quá nhanh cho "Vũ trụ điện ảnh DC" và kết hợp quá nhiều cốt truyện của các bộ truyện Justice League từ năm 1990 đến 2000. Mặc dù đây là lần đầu tiên ý tưởng thiết lập nên một "Vũ trụ điện ảnh DC" được nảy ra với các nhân vật như Wonder Woman hay Green Lantern nhưng với cốt truyện quá phức tạp. Đó cũng có thể là một trong những lý do chính khiến các biên kịch đình công trước khi quá trình viết lại kịch bản được diễn ra vào năm 2008.
Vào ngày 19/1/2016, trước thời điểm chiếu bộ phim Batman v Superman: Dawn of Justice khoảng hai tháng. Nhà đài CW đã cho phát song một show đặc biệt mang tựa đề DC Films Presents: Dawn Of The Justice League nhằm giới thiệu kế hoạch về loạt bộ phim DC của bọn họ lên màn ảnh rộng. Trong show đặc biệt này người xem sẽ được giới thiệu từng bộ phim siêu anh hùng của DC bao gồm các nhân vật quen thuộc như Flash, Aquaman, Cyborg, Wonder Woman, Green Lantern trong phim Justice League của bọn họ theo kế hoạch. Tuy nhiên trong show đặc biệt này thì bộ phim Green Lantern Corps cho năm 2020 vẫn chưa giới thiệu người đóng chính thức, việc này cho thấy Warner Bros vẫn còn đang trong thời gian cân nhắc ứng cử viên sau sự thất bại của phim Green Lantern hồi năm 2011.
Cuối cùng vào ngày 21/6/2016, hãng Warner Bros đã cho các phóng viên của CBR và Newsarama vào phim trường Justice League tại London để công bố thông tin. Theo như những gì mà Warner Bros tiết lộ thì phim Justice League sẽ là một bộ phim độc lập duy nhất (trước đó được xác nhận là tách ra làm hai phần), và trên hết phim đang vào giai đoạn cuối cùng của việc kết thúc đợt bấm máy để chuyển sang phần hậu kì. CBR và Newsarama cho biết họ đã được cho tiếp cận với nội dung tóm tắt của phim, nhân vật và hàng tá những đạo cụ trên phim trường đủ để thấy bộ phim sẽ mang đến cho người xem nhiều trải nhiệm nhất về một bộ phim bom tấn siêu anh hùng được đầu tư khủng hơn cả Batman V Superman: Dawn of Justice.
Vào ngày 24/7/2016, hãng Warner Bros cho tung quảng cáo phim đầu tiên của Justice League tại SDCC 2016. Theo nội dung đoạn phim ngắn cho thấy sau khi Superman chết thì Bruce Wayne đã lên đường đi tìm kiếm các anh hùng còn lại như Aquaman, Flash và Cyborg chuẩn bị chống lại các thế lực từ vũ trụ sắp xâm lược Trái Đất. Xuyên suốt đoạn phim người xem sẽ không hề thấy có sự xuất hiện của Superman, điều này cho thấy anh có thể là nhân tố chính của cả bộ phim sắp được công chiếu vào năm sau. 
Ngày 23/5/2017, theo thông tin từ Hollywood Report thì đạo diễn Zack Snyder rời bỏ ghế đạo diễn của bộ phim Justice League. Nguyên nhân khiến Zack phải từ bỏ dự án này không thể nào đáng buồn hơn: Con gái của ông, Autumn Snyder đã tự tử vào ngày 10 tháng 3 năm nay. Dù cho sự việc đau thương của gia đình, Zack Snyder vẫn tiếp tục hoàn thành công việc của mình trong Vũ trụ điện ảnh mở rộng DC Comics. Zack Snyder đã hoàn thành xong bản nháp của "Justice Leauge", hiện giờ chỉ còn chờ được dựng lại cho hoàn chỉnh. Để hoàn thành công việc của Zack Snyder đang dang dở, Warner Bros. và DC Comics đã mời đạo diễn của "The Avengers" là Joss Whedon về thay thế vị trí của Zack.

#### Lựa chọn diễn viên tham gia
Vào 15/1/2016, The Hollywood Reporter tiết lộ thì Amber Heard đang đàm phán để đóng vai nữ chính Mera trong Aquaman, với Jason Momoa đóng vai nam chính. Theo truyện tranh của DC Comics, thì Mera đến từ Xebel, một vùng đất nằm dưới mặt nước vốn là thuộc địa của người Atlantis, và bị trục xuất khỏi vương quốc này. Ban đầu Mera được người Xebel phái đi giết Aquaman, nhưng cuối cùng hai người lại yêu nhau, và họ tìm cách thống nhất toàn cõi Atlantis bằng con đường hôn nhân. Mera không có những năng lực giống như Aquaman, nhưng cô có khả năng điều khiển nước bằng suy nghĩ và tạo ra những vật thể rắn bằng nước, có thể sử dụng như vũ khí. Amber Heard gần đây tham gia Magic Mike XXL và The Danish Girl. Cô vừa hoàn thành ghi hình cho London Fields cùng Johnny Depp.
Vào ngày 8/3/2016, Theo tờ Variety, nam diễn viên 61 tuổi là J.K. Simmons sẽ đảm nhận vai diễn Cảnh sát trưởng Gordon trong loạt phim siêu anh hùng Justice League của Warner Bros. và DC. Diễn viên J.K. Simmons rất nổi tiếng với vai J. Jonah Jameson, ông chủ tòa soạn báo Daily Bugle trong Spider-man trilogy của Sam Raimi. Ông vừa giành Oscar Nam diễn viên phụ xuất sắc nhất năm 2015 với Whiplash. Ngoài ra thì J.K. Simmons cũng không lạ lẫm gì với thế giới siêu anh hùng của DC khi ông từng lồng tiếng một số vai trong các series hoạt hình của hãng (Justice League và Batman: The Brave and the Bold).
Ngày 20/4/2016, Willem Dafoe nam diễn viên từng đóng vai Green Goblin trong Spider-Man (đạo diễn Sam Raimi) sẽ có mặt trong phim Justice League. Hiện tai vai trò của ông vẫn nằm trong bí mật và có nhiều lời đồn đại là ông đóng vai bố của Aquaman, hoặc một ai đó thuộc phe chính diện có tiếng tăm. Cuối cùng vào ngày 21/6/2016, theo cánh báo giới được Warner Bros mời đã được đích thân vào phim trường Justice League để công bố thông tin thì Willem Dafoe đã được xác nhận vào vai Vulko, một trong những người bạn già cố vấn đáng tin cậy của Aquaman.
Ngày 22/6/2016, Kristofer Hivju, được biết đến với vai Tormund Giantsbane trong Game Of Thrones, năm nay 37 tuổi, là người Oslo, Na Uy. Anh được biết đến nhiều nhất qua vai diễn Tormund Giantsbane trong loạt phim truyền hình ăn khách Game of Thrones của đài HBO. Tài tử cũng từng góp mặt trong một số bộ phim điện ảnh đáng chú ý khác như Force Majeure (2014) hay In Order of Disappearance (2014). Theo thông tin từ IGN thì anh sẽ gia nhập dàn cast Justice League với vai "vua Atlantis cổ đại", cái này theo như tin đồn trước đó thì chỉ là một vai nhỏ trong đoạn phim mở đầu nói về việc liên minh gồm người Amazon, Atlantis và loài người cổ đại hợp tác đánh bại chúa tể Darkseid khoảng hơn 30000 năm trước. Sau khi bỏ chạy Darksied đã bỏ lại 3 mother boxes, bao gồm 1 hộp đỏ, 1 hộp be và hộp còn lại màu trắng, ba hộp này sau đó được chia ra nằm trong tay của người Amazon, Atlantis và loài người cho đến tận bây giờ.

## Đón nhận

### Doanh thu
Theo báo cáo của Variety vào ngày Chủ Nhật, Justice League thống trị bảng xếp hạng doanh thu cuối tuần của Mỹ với $96 triệu tại 4,051 địa điểm. Cho đến thời điểm này thì đây vẫn là bộ phim dẫn đầu, với Wonder của Lionsgate về nhì với $27 triệu, nhưng phim vẫn chưa đạt được kỳ vọng $110 triệu như dự kiến. Đây trở thành bộ phim có mở màn tệ nhất Vũ trụ DC, tụt hạng trước Batman V Superman: Dawn of Justice ($166 triệu), Suicide Squad ($133 triệu), Man of Steel ($116 triệu), và Wonder Woman ($103 triệu).

### Những lùm xùm xung quanh bộ phim
Vào tháng 12/2017, sau hơn một tháng công chiếu Justice League thì một vài thước phim không hề có trong bản chiếu rạp bị rò rỉ ra ngoài. Không những thế, cộng đồng những người ủng hộ đạo diễn Zack Snyder lại được phen rộ lên về kịch bản phim dựng trước không hề giống những gì đã công chiếu. Đây được coi là động thái xúc phạm giới mộ điệu sau khi WB mời Joss Whedon phá nát kết cấu bộ phim ngay sau khi Zack Snyder vừa rời đi, điều này đã khiến cho mọi người đổ tội cho việc doanh thu của Justice League bị thua lỗ là do vấn đề cắt gọt phim quá đà sau vụ Batman v Superman: Dawn Of Justice vừa công chiếu vào năm 2016. Cụ thể giới mộ điệu cho biết họ sẽ đấu tranh đòi WB tung bản phim mà Zack Snyder đã nộp trước đó, đáp lại WB dội gáo nước lạnh cho biết Justice League không có bản dựng trước nào tồn tại và giữ vững lập trường của mình cho đến ngày phát hành đĩa phim chính thức để kiếm thêm. Sau nhiều năm đấu tranh, trước sức ép dữ dội từ khán giả nên Warner Bros. buộc phải đưa ra yêu sách, và kể từ đó bản phim gốc của Zack Snyder chính thức được phát hành vào năm 2021 và nhận về nhiều lời khen ngợi từ khán giả.

## Hậu trường và những bí mật của bộ phim
1. Sau khi phim Justice League đóng máy rồi quyết định quay lại vài cảnh theo ý của Joss Whedon, Henry Cavill lúc này đã để râu khi đang quay phim Mission: Impossible 6 - dự án yêu cầu tài tử phải để râu, đội ngũ kỹ xảo của Justice League phải tốn ba tháng để chỉnh sửa gương mặt Cavill thành không có râu. Một thành viên của đoàn phim Justice League tiết lộ lẽ ra tài tử nên cạo râu, còn đoàn phim Mission: Impossible 6 sẽ thêm râu cho Cavill ở quá trình hậu kỳ, bởi điều đó sẽ giúp cả hai bên dễ dàng hơn trong công việc rất nhiều. Song, hãng Paramount đã từ chối yêu cầu của WB, và khiến gương mặt của Superman trong Justice League đơ cứng, lộ rõ bị can thiệp. Ngoài ra nếu quay lại những cảnh quay của Henry Cavill thì kinh phí có thể lên đến 25 triệu USD.
2. Đạo diễn Joss Whedon (từng làm The Avenger và Avenger: Age Of Ultron) đã được mời vào thế chỗ để thực hiện nốt dự án khi Zack Snyder rút lui. Theo nhà sản xuất, phim được quay lại khoảng 15-20% thời lượng phim nhằm thay đổi sao cho nội dung phù hợp với thị hiếu khán giả. Khi phim ra mắt thời lượng chiếu đã bị rút gọn xuống còn 2 tiếng, điều đó khiến bộ phim trở nên không hoàn hảo và chỉ tạm chấp nhận xem được.
3. Trước quá trình phim được làm, tất cả các poster và các trailer quảng cáo của phim Justice League đều loại bỏ hình ảnh của Superman (trừ cái đầu tiên được công bố tại ComicCon 2016) để tạo sự bất ngờ cho người xem. Cho đến ngày 22/11/2017, tức 5 ngày sau khi phim được công chiếu thì hình ảnh của anh mới được trả lại poster phim. Điều này đã tốn không ít giấy mực và tranh cãi của giới mộ điệu trước khi phim ra rạp.
4. Sau thời gian công chiếu khoảng 6 tháng, trên Twitter bắt đầu lộ diện những phân cảnh cắt từ bộ phim theo góc nhìn của Zack Snyder đã cho thấy bộ phim Justice League mà mọi người xem là một bản chắp vá chứ không theo hoàn toàn kịch bản gốc. Hơn nữa nguồn tin còn cho thấy tên của phim còn không phải tựa Justice League mà là Unite Of League theo kế hoạch của đạo diễn Zack Snyder khi muốn làm một bộ ba phim cho chính mình và các fan hâm mộ truyện tranh DC Comics.
5. Holt McCallany là diễn viên thủ vai tên trộm ở đầu phim, đây là cảnh quay được thực hiện bởi đạo diễn Joss Whedon trong quá trình bắt đầu reshoot lại. Không những thế những diễn viên thủ vai một gia đình người Nga cũng là được cho thêm vào nhằm tạo không khí hài hước thay vì không khí đen tối đặc trưng của Zack Snyder.
6. Danny Elfman được cho vào bộ phận làm nhạc nền của phim Justice League thay cho Junkie XL trước khi bộ phim ra mắt vào phút cuối. Trước đó hãng Warner Bros. có xác nhận là Junkie XL sẽ làm nhạc nền cho phim nhưng chỉ dừng lại ở bản dựng thô mà Zack Snyder đã quay xong.
7. Ngày ra mắt của phim cùng ngày chiếu ra mắt đầu tiên của phim hoạt hình Justice League trên kênh truyền hình Cartoon Network trong năm 2001 (tức 16 năm sau).

## Phần kế tiếp và vấn đề quan tâm
Ngày 8/12/2017, theo nguồn tin của Variety, Jon Berg sẽ thôi làm giám đốc bộ phận sản xuất phim dựa trên truyện tranh của Warner Bros. Hãng phim đang tìm kiếm người thay thế, còn Berg chuẩn bị được thuyên chuyển sang đơn vị New Line của Roy Lee - nhà sản xuất của The LEGO Movie (2014) và IT (2017). Song, Geoff Johns vẫn sẽ tiếp tục giữ chức giám đốc sáng tạo chính cho các phim của DC Entertainment. Không chỉ tham gia vào các dự án điện ảnh, Johns còn có đóng góp cho một số series siêu anh hùng dựa trên truyện tranh DC. Tuy nhiên, công việc của Geoff Johns sẽ được chủ tịch DC là Diane Nelson giám sát kỹ càng hơn trong thời gian tới.
Nguồn tin của Variety cho rằng tính độc lập của DC Entertainment nhiều khả năng cũng bị thuyên giảm. Như Marvel Studios, tuy do Disney sở hữu, nhưng vẫn được thỏa sức sáng tạo dưới trướng "nhà chuột". Chiến lược mới của Warner Bros. sẽ biến họ giống như Sony hoặc Fox, tức trực tiếp sản xuất các bộ phim siêu anh hùng. Toàn bộ quá trình cải tổ dự kiến diễn ra trước tháng 1/2018. Lý do cho sự thay đổi chính là kết quả phòng vé của Justice League. Được coi là câu trả lời cho Avengers của Marvel Studios, nhưng biệt đội Liên minh Công lý với những gương mặt nổi bật như Batman, Superman và Wonder Woman mới thu 570,3 triệu USD sau gần một tháng phát hành, so với kinh phí sản xuất lên tới 300 triệu USD. May mắn cho Warner Bros., họ sở hữu rất nhiều "cú hit" tại phòng vé trong năm nay như Wonder Woman, Dunkirk hay IT, và doanh thu toàn năm của nhà phát hành không quá bị ảnh hưởng bởi Justice League.
Jon Berg và Geoff Johns là hai nhà sản xuất của Justice League. Phim trải qua quá trình phát triển không như ý muốn. Do bi kịch mất con gái, đạo diễn Zack Snyder phải nhường lại vị trí chỉ đạo cho Joss Whedon với các cảnh quay thêm và quá trình hậu kỳ. Hậu quả là Justice League sở hữu phong cách và bầu không khí không đồng nhất, đặc biệt khi so với các tác phẩm trước của DCEU. Chưa kể, phần kỹ xảo của Justice League hoàn toàn không tương xứng với khoản ngân sách 300 triệu USD. Nhìn chung, công ty mẹ Time Warner tỏ ra không hài lòng với Warner Bros. khi hãng phim tiếp tục hợp tác với đạo diễn Zack Snyder bất chấp thất bại về mặt chất lượng của Batman v Superman: Dawn of Justice (2016). Nguồn tin cho biết họ đặc biệt lên án quyết định tạo ra ác nhân Steppenwolf bằng 100% kỹ xảo điện ảnh.
Warner Bros. hiện chưa có ý định giao cho Zack Snyder làm đạo diễn bất cứ dự án nào mới của DCEU, dù ông sẽ tiếp tục làm sản xuất hoặc giám đốc sản xuất cho Aquaman (2017) và Wonder Woman 2 (2019). Hợp đồng giữa Snyder và Warner Bros. vẫn còn, nhưng nếu áp lực từ Warner Media quá lớn, nhà làm phim có thể sẽ phải chia tay DCEU.

## Doanh thu
Theo báo cáo của Variety vào ngày Chủ Nhật, Justice League thống trị bảng xếp hạng doanh thu cuối tuần của Mỹ với $96 triệu tại 4,051 địa điểm. Cho đến thời điểm này thì đây vẫn là bộ phim dẫn đầu, với Wonder của Lionsgate về nhì với $27 triệu, nhưng phim vẫn chưa đạt được kỳ vọng $110 triệu như dự kiến. Đây trở thành bộ phim có mở màn tệ nhất Vũ trụ DC, tụt hạng trước Batman V Superman: Dawn of Justice ($166 triệu), Suicide Squad ($133 triệu), Man of Steel ($116 triệu), và Wonder Woman ($103 triệu).